# 马克斯·施佩林
马克斯·施佩林（Max Sperling，1905年9月4日 - 1984年6月6日）是一位第二次世界大战期间的纳粹德国军官，曾短暂指挥过第9裝甲師，並获颁騎士鐵十字勳章。